# Jens Fink-Jensen

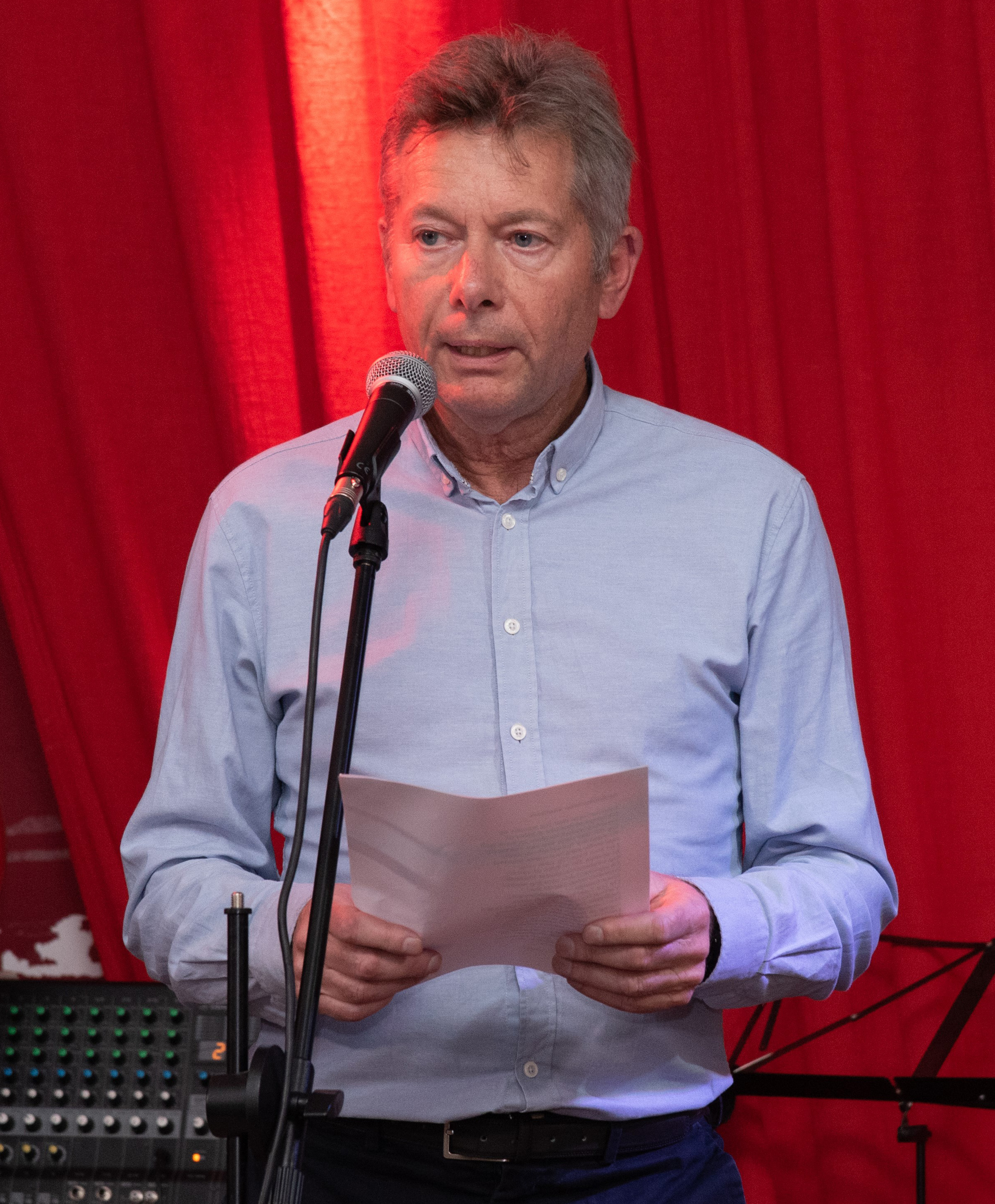
Jens Fink-Jensen. Ideogramma International Literature Festival, Nicosia, Cypern, 27 november 2019.

Jens Fink-Jensen (Kopenhagen, 19 december 1956) is een Deens schrijver, dichter, fotograaf en componist.

## Biografie
Jens Fink-Jensen maakte zijn debuut als literair schrijver, toen op 4 juni 1975 in het Deense dagblad "Information" een van zijn korte verhalen, Juni 1995 (Juni 1995), werd gepubliceerd. In mei 1976 werden vier van zijn gedichten gepubliceerd in het tijdschrift "Hvedekorn" (nr. 76/1), wat zijn debuut als dichter was. Hij bracht op 19 oktober 1981 zijn eerste boek uit, een gedichtenbundel met de titel Verden i et øje (De wereld in een oog). En zijn eerste proza werd gepubliceerd op 5 juni 1986, dit was een verzameling korte verhalen met de titel Bæsterne (De beesten). Fink-Jensen maakte zijn debuut als kinderboekenschrijver op 18 maart 1994 met het boek Jonas og konkylien (Jonas en de schelp).
Fink-Jensen deed in 1976 eindexamen in de moderne talen aan de kostschool Herlufsholm en vervulde vervolgens zijn dienstplicht bij de Deense Koninklijke Garde. Hij studeerde in 1986 af als architect ( MAA, cand.arch.) aan de Kunstacademie, School van Architectuur, te Kopenhagen. Aan dezelfde academie studeerde Jens Fink-Jensen in 1997 af als multimediaontwerper.
Als lid van de oorspronkelijke kring van de ’80-dichters, die gegroepeerd waren rondom Poul Borum, redacteur van het tijdschrift Hvedekorn, organiseerde Fink-Jensen in 1980 onder andere samen met collega-dichter Michael Strunge de manifestatie "NÅ!80", die gehouden werd in “Huset” te Kopenhagen.

## Multimediashow
Samen met keyboardspeler Fredrik Mellqvist en saxofonist Jens Severin treedt Fink-Jensen op met een multimediashow. Deze show is een combinatie van voordracht, een diavoorstelling en muziek en wordt opgevoerd op onder andere scholen en festivals.

## Foto-exposities
Fink-Jensen heeft een aantal foto-exposities op zijn naam staan: Sydens Skibe (Schepen van het Zuiden), Beijing Ansigt (Zicht op Peking) en OrdBilleder (Woordbeelden). Deze laatste expositie is een combinatie van poëzie en foto’s. En verder nog de geluidsdiashow Øje på verden - om bøgernes råstof (Oog op de wereld - over de materie der boeken).

## Publicaties
- Verden i et øje (Wereld in een oog), gedichtenbundel, 1981
- Sorgrejser (Reizen in smart), gedichtenbundel, 1982
- Dans under galgen (Dans onder de galg), gedichtenbundel, 1983
- Bæsterne (De beesten), korte verhalen, 1986
- Nær afstanden (Nabij de afstand), gedichtenbundel, 1988 (uitgebracht in het Arabisch in 1999)
- Jonas og konkylien (Jonas en de schelp), kinderboek, 1994 (geïllustreerd door Mads Stage)
- Forvandlingshavet ( Zee van verandering), gedichtenbundel, 1995
- Jonas og himmelteltet (Jonas en de hemeltent), kinderboek, 1998 (geïllustreerd door Mads Stage)
- Alt er en åbning (Alles is een opening), gedichtenbundel, 2002
- Syd for mit hjerte. 100 udvalgte kærlighedsdigte (Ten zuiden van mijn hart. 100 geselecteerde liefdesgedichten), gedichtenbundel, 2005
- Europas vestkyst – en fotorejse fra Skagen til Gibraltar, resebok, 2008
- Jonas og engletræet, kinderboek, 2010 (geïllustreerd door Mads Stage)

In 1999 kwam de gedichtenbundel Nær afstanden (Nabij de afstand) uit in het Arabisch, vertaald door Jamal Jumas (Uitgeverij Alwah, Madrid). Enkele van deze gedichten werden eerder al gepubliceerd in het Arabische dagblad "Al-Quds Al-Arabi" (Londen, 1996) en in het tijdschrift "Nizwa" (Sultanaat Oman, 1999).